# رود برنتا

رود برنتا (به ایتالیایی: Brenta) یک رود در ایتالیا است که در ترنتینو واقع شده‌است.